# Ahl al Oughlam
Ahl al Oughlam es un importante yacimiento arqueológico y paleontológico en las afueras de Casablanca, en Marruecos. Fue descubierto en 1985 y excavado por primera vez en 1989.